# Albert Lohner
Albert Lohner (* 24. Februar 1809 in Thun; † 27. Februar 1854 ebenda) war ein Schweizer Politiker und Unternehmer. Von 1848 bis zu seinem Tod gehörte er dem Nationalrat an.

## Biografie
Der Sohn des Historikers und Politikers Carl Friedrich Ludwig Lohner absolvierte von 1821 bis 1824 eine Eisenhandelslehre beim Unternehmen Neuhaus & Penserot in Biel und in den Drahtwerken von Bözingen. Anschliessend arbeitete Lohner in der väterlichen Eisenhandelsfirma in Thun. Als Autodidakt betrieb er nebenbei ein Mathematik- und Musikstudium. 1829 unternahm er eine längere Reise durch Oberitalien. Im Militär stieg er bis in den Rang eines Majors der Scharfschützen auf. 1846 war er vorübergehend Militär- und Kassationsrichter.
Lohners politische Karriere begann 1836 mit der Wahl in den Gemeinderat von Thun, dem er im Jahr 1851 als Stadtpräsident vorstand und bis 1854 angehörte. Besondere Verdienste erwarb er um die Weiterentwicklung des Armenwesens und der Ersparniskasse Thun. Er vertrat radikalliberale Ansichten und unterstützte sowohl die Freischarenzüge als auch die neue Bundesverfassung. 1845 wurde Lohner in den Grossen Rat des Kantons Bern, trat aber zwei Jahre später aus geschäftlichen Gründen zurück. Im Oktober 1848 kandidierte Lohner bei den ersten Nationalratswahlen und wurde im Wahlkreis Oberland gewählt. 1851 gelang ihm die Wiederwahl, drei Jahre später verstarb er.